# Bilwisheim
Bilwisheim ist eine französische Gemeinde mit 539 Einwohnern (Stand 1. Januar 2021) im Département Bas-Rhin in der Region Grand Est (bis 2015 Elsass). Am 1. Januar 2015 wechselte Bilwisheim vom Arrondissement Strasbourg-Campagne zum Arrondissement Haguenau-Wissembourg.

## Geschichte
788 wurde Bilwisheim zum ersten Mal urkundlich erwähnt, als das Kloster Weißenburg hier Besitz bekam (TradWiz 125). Das in einer weiteren Urkunde von 1263 „Bilolvisheim“ genannte Dorf wurde spätestens Ende des 15. Jahrhunderts zum Reichsdorf. Auf einer Karte von 1618 zählte es zu den 40 elsässischen Reichsdörfern, die weder dem Bischof von Straßburg noch den Herren von Lichtenberg gehorchen mussten. Spätestens mit der französischen Besetzung 1681 waren diese Zeiten der Reichsunmittelbarkeit vorbei. Bilwisheim war während der Französischen Revolution ein Dorf der Bailliage de Haguenau, der Ballei um Haguenau. Von 1871 bis 1918 gehörte es zum Deutschen Reich.

## Wappen
Blasonierung: In Gold und Schwarz gespalten; hinten oben ein silberner sechsstrahliger Stern.

## Bevölkerungsentwicklung

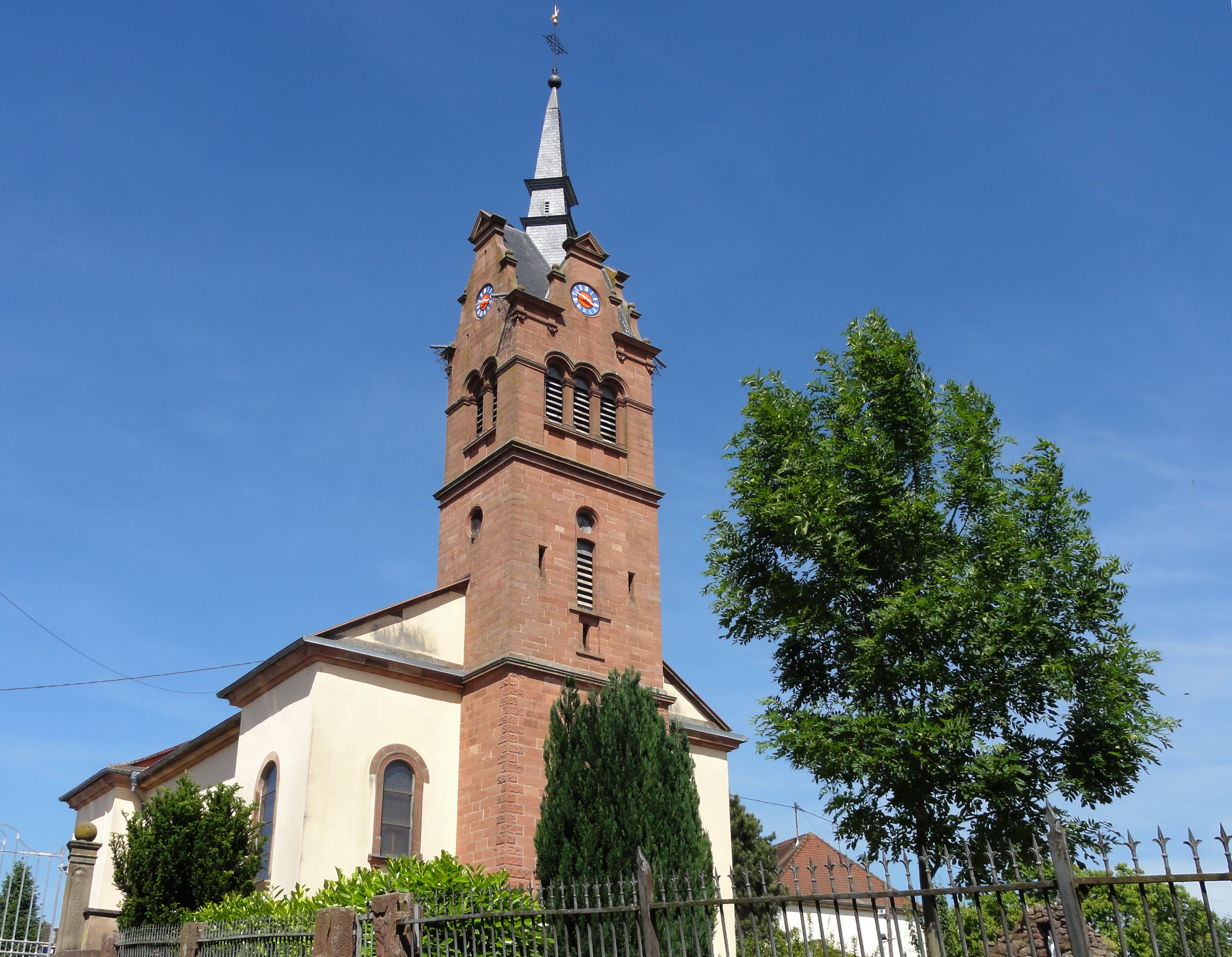
Kirche St. Etienne Bilwisheim

| 1962 | 1968 | 1975 | 1982 | 1990 | 1999 | 2006 | 2017 |
| ---- | ---- | ---- | ---- | ---- | ---- | ---- | ---- |
| 217  | 216  | 250  | 284  | 332  | 387  | 426  | 467  |